# Désiré Fiévé
Désiré Fiévé-Grenier, né à Gand le 1er mai 1825 et y décédé le 9 décembre 1908, est un homme politique catholique belge.

## Biographie
Fiévé était le fils de l'industriel Marcellin Fiévé (1792-1874)  et de Jeanne Goemaes (1797-1866). Il épousa Eugénie Grenier le 12 décembre 1850. Ils ont eu quatre enfants ( Marie-Thérèse, Céline, Albert et Augusta). Eugénie Grenier décède quelques mois après la naissance de sa fille Augusta en octobre 1859. Il épouse  en secondes noces Marie Le Clercq (1838-1968)
De profession, Fiévé était marchand de bois et industriel. Il fut juge ff. au tribunal de Commerce de Gand (1863-65), membre du même tribunal (1868-70; 1872-75; 1877-80).
Il fut élu député catholique pour l'arrondissement de Gand de 1886 à 1894, succédant à Gustave Rolin-Jaequemyns. Il siégea ensuite en tant que sénateur provincial pour la Flandre-Orientale, de 1894 jusqu'à cinq mois avant sa mort.
Ses activités en tant que parlementaire se portaient principalement sur la défense des intérêts économiques de Gand et de la région, en particulier en faveur de l'amélioration du canal de Gand à Terneuzen.

## Littérature
- U. VERMEULEN, Désiré Fiévé, in: Nationaal Biografiscvh Woordenboek, Tome I, Bruxelles, 1964.
- Paul Van Molle, Le Parlement belge, 1894-1972, Anvers, 1972.
- Jean-Luc DE PAEPE & Christiane RAINDORF-GERARD, Le Parlement belge, 1831-1894, Bruxelles, 1996.